# نيخيل كومار
نيخيل كومار (بالإنجليزية: Nikhil Gowda)‏ هو سياسي وممثل هندي، ولد في 22 يناير 1990 في بنغالور في الهند.

## وصلات خارجية
- نيخيل كومار على موقع IMDb (الإنجليزية)
- نيخيل كومار على موقع قاعدة بيانات الفيلم (الإنجليزية)